# 胡利亞卡區
胡利亞卡區（西班牙語：Distrito de Juliaca），是秘魯的一個區，位於該國東南部普諾大區的聖羅曼省，面積533.47平方公里，海拔高度3,824米，2005年人口218,485，人口密度每平方公里410人。